# Нортстар на Тахо
Нортстар на Тахо известен и само като Нортстар (на английски: Northstar at Tahoe) е американски целогодишен курорт в щата Калифорния.
Разположен е в близост до северния бряг на езерото Тахо на около 320 км (200 мили) от Района на Санфранциския залив. Намира се между 1929 м (6330 фута) - 2624 м (8610) надморска височина.
Разполага със 79 писти и 16 лифта. Нортстар е класиран на 4-то място в Северна Америка от курортите, предлагащи условия за каране на сноуборд за 2007 г.(1) Архив на оригинала от 2007-09-27 в Wayback Machine..